# ブースト (企業)
株式会社ブースト（英: BOOST Inc.）は、日本のスポーツマーケティング会社である。
2017年に設立され、マラソン大会や企業向け運動会などの参加型スポーツイベントを企画・運営している。東京都世田谷区に本社を置く。

## 概要
株式会社ブーストは、参加型スポーツイベントの企画・制作・運営を専門とする企業である。代表取締役は内海周作と松尾佑樹。マラソンやリレーマラソンなどのランニングイベント、社内運動会、フットサル大会、ヨガイベントなど多様な形式のイベントを全国で開催している。

### 主な事業内容
- マラソン大会・ランニングイベントの企画運営
- サッカー・フットサル大会の企画運営
- バスケットボール大会の企画運営
- YOGAイベントの企画運営
- 企業向け社内運動会の制作・ディレクション
- スポーツとエンターテイメントを融合したイベントのプロデュース
- サッカー選手の代理人業

### 主な実績
- BOOSTランニングフェスタ：国立競技場や味の素スタジアム等で開催される市民向け大型ランイベント
- SAKURAYOGA：桜を見ながらヨガをするヨガイベント

### 関連会社
タイムハック株式会社：ランニング計測事業を担う関連会社